# PCI eXtensions for Instrumentation
PCI eXtensions for instrumentation (PXI) est un système de bus basé sur le bus PCI et est une évolution des normes cPCI pour la mesure et de la technologie d'automatisation. Ceci élimine les câbles et les conversions de signal entre l'ordinateur et le moniteur sont nécessaires. Ainsi, un traitement particulièrement rapide sur la carte même ou à proximité est possible. PXI est le bus système le plus rapide dans l'industrie.

## Utilisations

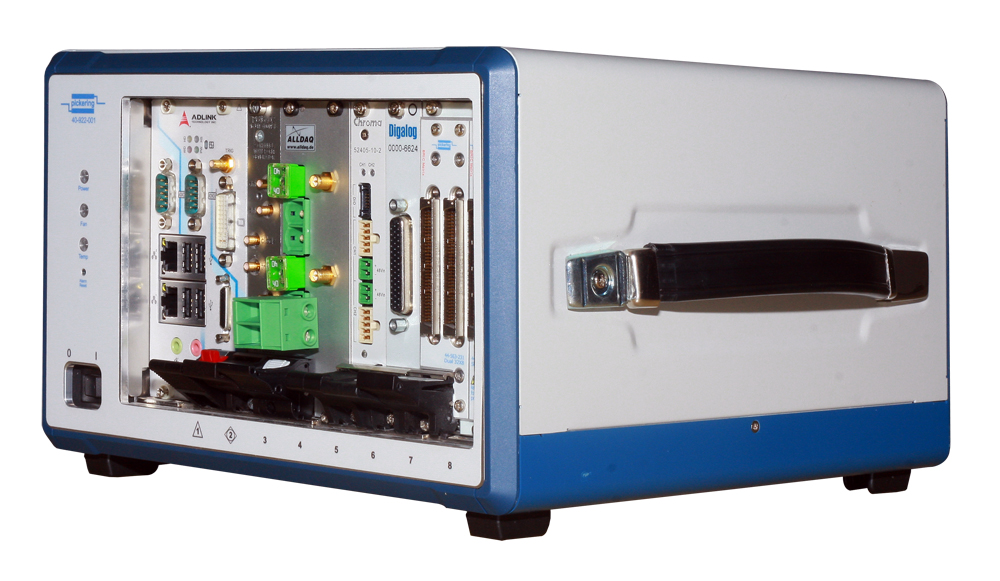
PXI-Chassis